# Leonard z Uničova
Leonard z Uničova (* 15. století, Uničov nedaleko Olomouce - ?) byl slovenský písař a básník.
Působil v Bardejově, kde pracoval v letech 1448 - 1457 a v roce 1459 jako městský notář a v letech 1463 - 1465 jako písař. V roce 1457 byl výběrčí královské portální daně v župách Gemer a Novohrad.
Z hlediska básnického je významný tím, že je autorem básně „Ó, milá panna, čo ty máš, quod mi dáš, nevieš raz“, kterou zapsal do daňového registru v roce 1457 a která se pokládá za nejstarší slovenskou milostnou báseň.